# Ingeborg Schwalbe

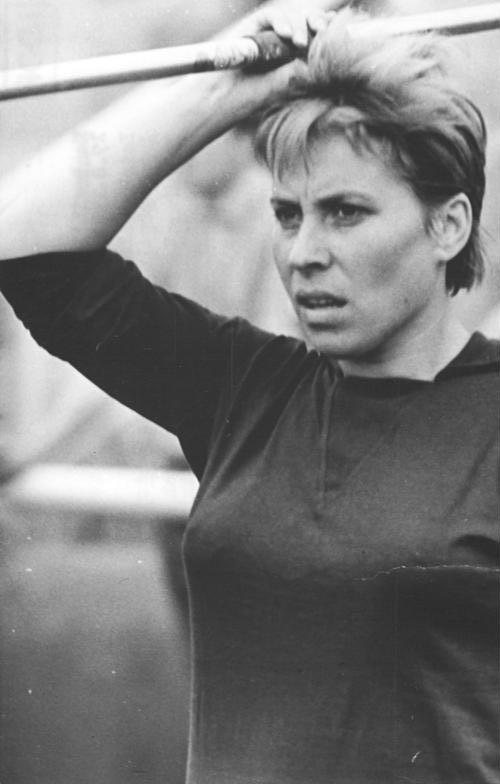
Ingeborg Schwalbe 1964

Ingeborg Schwalbe (* 21. November 1935 in Bernsdorf, Oberlausitz als Ingeborg Günther) ist eine ehemalige Leichtathletin aus der Deutschen Demokratischen Republik (DDR). Sie gehörte von 1954 bis 1964 beständig zu den besten Speerwerferinnen der DDR.
Ingeborg Schwalbe startete bis 1958 unter ihrem Geburtsnamen. 1954 trat sie für Motor Zeiss Jena an, ab 1955 für den SC Dynamo Berlin. 1954, 1957, 1958 und 1964 gewann sie den DDR-Meistertitel, fünfmal belegte sie den zweiten Platz: 1955 und 1956 hinter Irmgard Müller, 1959 hinter Ursula Behr sowie 1962 und 1963 hinter Marion Gräfe. Zweimal konnte sie sich für die gesamtdeutsche Mannschaft qualifizieren, bei den Europameisterschaften 1962 in Belgrad belegte sie mit 48,55 m den siebten Platz im Vorkampf, nur die besten sechs Werferinnen erreichten den Endkampf. Im Vorfeld der Olympischen Spiele 1964 in Tokio hatte Ingeborg Schwalbe ihre persönliche Bestweite auf 57,42 m gesteigert, in Tokio schied sie mit 45,55 m in der Qualifikation aus.
1954 hatte sie noch als Ingeborg Günther mit 43,33 m den ersten ihrer neun DDR-Rekorde geworfen, 1960 gelangen ihr mit 54,11 m und mit 55,64 m zwei gesamtdeutsche Rekorde. 1963 warf Marion Graefe den Speer auf 58,45 m und löste Schwalbe als Rekordlerin ab.   
Bei einer Körpergröße von 1,66 m betrug Schwalbes Wettkampfgewicht 70 kg. Von Beruf war sie Behörden-Angestellte.